# Remo nos Jogos Pan-Americanos de 1983
As competições de remo nos Jogos Pan-Americanos de 1983 foram realizadas em Caracas, Venezuela. Esta foi a nona edição do esporte nos Jogos Pan-Americanos, tendo sido disputada entre homens e entre mulheres.

## Masculino
| Evento                 | Ouro                                                                 | Prata               | Bronze              |
| ---------------------- | -------------------------------------------------------------------- | ------------------- | ------------------- |
| Skiff simples detalhes | Ricardo Daniel Ibarra (ARG) ·                                        | Mel Laforme (CAN) · | Sean Colgan (USA) · |
| Skiff duplo detalhes   | CAN Canadá                                                           | USA Estados Unidos  | CUB Cuba            |
| Dois sem detalhes      | BRA Brasil Ronaldo Esteves de Carvalho e Ricardo Esteves de Carvalho | ARG Argentina       | USA Estados Unidos  |
| Dois com detalhes      | CUB Cuba                                                             | USA Estados Unidos  | PER Peru            |
| Quatro sem detalhes    | CUB Cuba                                                             | USA Estados Unidos  | CAN Canadá          |
| Quatro com detalhes    | USA Estados Unidos                                                   | BRA Brasil          | CAN Canadá          |
| Oito com detalhes      | USA Estados Unidos                                                   | CHI Chile           | CAN Canadá          |

## Feminino
| Evento                 | Ouro                | Prata                               | Bronze                |
| ---------------------- | ------------------- | ----------------------------------- | --------------------- |
| Skiff simples detalhes | Chris Ernst (USA) · | María Fernanda de la Fuente (MEX) · | Maureen Grace (CAN) · |
| Skiff duplo detalhes   | USA Estados Unidos  | CAN Canadá                          | MEX México            |

## Quadro de medalhas
| Ordem | País               | Medalha de ouro | Medalha de prata | Medalha de bronze |    |
| ----- | ------------------ | --------------- | ---------------- | ----------------- | -- |
| 1     | USA Estados Unidos | 4               | 3                | 2                 | 9  |
| 2     | CUB Cuba           | 2               |                  | 1                 | 3  |
| 3     | CAN Canadá         | 1               | 2                | 4                 | 7  |
| 4     | ARG Argentina      | 1               | 1                |                   | 2  |
|       | BRA Brasil         | 1               | 1                |                   | 2  |
| 6     | MEX México         |                 | 1                | 1                 | 2  |
| 7     | CHI Chile          |                 | 1                |                   | 1  |
| 8     | PER Peru           |                 |                  | 1                 | 1  |
| TOTAL | TOTAL              | 9               | 9                | 9                 | 27 |

## Ligação externa
- Jogos Pan-Americanos de 1983